# 中野邸記念館
中野邸記念館（なかのていきねんかん）は、日本の石油王・中野貫一が明治37年に造営した邸宅を1997年に「中野邸美術館」として開放したもの。新潟県における明治時代の代表的木造建築。庭は2000本のもみじ園。明治から昭和にかけ県下一級の造園技術者を集めて49年の歳月をかけて造園したもので2.3ヘクタールの広さ。石油の里公園内にある。2017年2月に名称を「中野邸記念館」に改称した。

## 交通
- JR新津駅東口から泉観光バス「金津行」（旧・新潟交通観光バスSW6系統）乗車（所要20分）、終点「金津」下車後すぐ。
- 同駅東口から秋葉区区バス乗車（所要30分）、「金津・石油の里前」下車後すぐ。

## 周辺観光スポット
- 石油の里公園（新津油田跡）
  - 石油の世界館
  - 里山ビジターセンター・新津丘陵散策路
- 花と遺跡のふるさと公園
  - 新潟市新津美術館
  - 新潟県立植物園
  - 古津八幡山遺跡
  - 新潟県埋蔵文化財センター
- 新潟市新津鉄道資料館